# Paulus Bagellardus
Paulus Bagellardus (auch: Paolo Bagellardi, bisweilen mit dem Namenszusatz ‚a Flumine‘ oder ‚de Flumine‘) war ein italienischer Arzt des ausgehenden Mittelalters.
Bagellardus wurde zwischen 1410 und 1420 geboren und starb zwischen 1492 und 1494. Der Geburtsort ist unklar. Er war ab 1441 Professor der Philosophie in Padua und hatte dort ab 1458 einen Lehrstuhl für Medizin inne. Er starb wohl in Venedig.
Er ist der Verfasser eines wichtigen Werks zur Kinderheilkunde, des Libellus de egritudinibus infantium von 1472. Dieses Werk war das erste gedruckte pädiatrische Buch. Es wurde in lateinischer Sprache abgefasst und war vornehmlich für Mediziner bestimmt. Das Kompendium besteht aus zwei Teilen. Im ersten Teil wird die Pflege des Säuglings von der Geburt bis zum vollendeten ersten Lebensmonat beschrieben, darunter die Wickel- und Bandagetechniken, die durchgeführt werden sollten. Der aus 22 Kapiteln bestehende zweite Teil behandelt verschiedene Kinderleiden.